# Mário Ottoboni
Mário Ottoboni (Barra Bonita, SP, 11 de setembro de 1931 - São José dos Campos, SP, 14 de janeiro de 2019) foi um jornalista, escritor, advogado e criador da Associação de Proteção e Assistência ao Condenado (APAC).
Foi casado com Cidinha Ottoboni, que faleceu na mesma data que Mário, mas em 2016.

## Primeiros anos
Mário Ottoboni nasceu em Barra Bonita, município do estado de São Paulo. Aos 12 anos, sua família se moveu para o município de São José dos Campos.
Ele se formou advogado pela Faculdade de Direito do Vale do Paraíba.
Quando adulto, trabalhou como secretário de Administração da Câmara municipal de São José dos Campos por 27 anos. Em junho de 1967, recebeu do Legislativo Municipal o título de Cidadão Joseense.
Além do trabalho como secretário, foi jornalista e radialista, trabalhando para os jornais locais Diário da Manhã e a Rádio Piratininga. Também se envolveu com o futebol local. Durante seu mandato como presidente do Esporte Clube São José, viabilizou a construção do Estádio Martins Pereira. Também foi autor de vários livros e peças teatrais. Em 1965, início da ditadura militar, uma delas foi censurada e teve atores e cenários detidos. O autor foi fichado como “comunista atuante no Vale do Paraíba”.

## Fundação da Associação de Proteção e Assistência ao Condenado (APAC)
Em 1972, fundou a Associação de Proteção e Assistência ao Condenado (APAC), uma ONG cristã, que procura ressocializar presos do sistema carcerário brasileiro através de um método humanizado. A primeira prisão sob a gerência da APAC se deu em São José dos Campos, no mesmo ano de fundação. Na época, a sigla APAC significava "Amando o Próximo, Amarás a Cristo".
Em 1974, a entidade foi separada em duas: a entidade jurídica, a APAC - Associação de Proteção e Assistência aos Condenados - e a entidade espiritual, a APAC - Amando o Próximo, Amarás a Cristo.
No modelo de prisão da APAC, não há policiais nem uniformes para os prisioneiros. O método APAC, entre seus elementos, tem o trabalho e a religiosidade no processo de ressocialização do preso. Os próprios presos possuem as chaves dos portões.
Prisões gerenciadas pela APAC estão localizadas em diversos estados do Brasil, incluindo Minas Gerais, Ceará, Rio Grande do Sul e São Paulo.
As APACs são unidades que são organizadas pela Fraternidade Brasileira de Assistência aos Condenados (FBAC), que por sua vez é ligada à Prison Fellowship International.

## Morte
Mário Ottoboni estava internado em uma UTI no Hospital Antoninho da Rocha Marmo, em São José dos Campos. Acabou por falecer no dia 14 de janeiro de 2019 por falência múltipla de órgãos.
A Associação Brasileira dos Advogados Criminalistas (Abracrim) divulgou nota de pesar pela morte e ressaltou o trabalho de Ottoboni. "Mário Ottoboni é daquelas pessoas insubstituíveis e seu óbito deixa o mundo mais pobre", afirma a entidade.
Como legado, foram criadas mais de 100 APACs pelo Brasil, além da aplicação do método APAC, mesmo que de forma limitada, em países como Alemanha, Estados Unidos, Países Baixos, Noruega, Colômbia, Costa Rica, Chéquia, Singapura e Chile.